# Paul Biya
Paul Biya, nascido Paul Barthélemy Biya'a Bi Mvondo (Mvomeka'a, 13 de Fevereiro de 1933) é um político camaronês, atual presidente da República dos Camarões desde 6 de novembro de 1982. É o segundo presidente há mais tempo no poder na África (depois de Teodoro Obiang Nguema Mbasogo), o primeiro há mais tempo no poder no mundo e é também o  líder não monarca há mais tempo no poder na história, superando o record de  Fidel Castro. Atualmente é o chefe de estado mais velho do mundo.
Nascido no sul de Camarões, Biya ascendeu rapidamente como burocrata sob o presidente Ahmadou Ahidjo na década de 1960, servindo como secretário-geral da Presidência de 1968 a 1975 e depois como primeiro-ministro de Camarões de 1975 a 1982. Ele sucedeu Ahidjo como presidente na renúncia surpresa deste em 6 de Novembro de 1982 e nomeou Biya como presidente. Consolidou o poder em uma tentativa de golpe encenada em 1983-1984, na qual eliminou todos os seus principais rivais. Após este acontecimento, Ahidjo entrou em conflito com Biya, foi exilado em 1983 e morreu em 1989.
Biya introduziu reformas políticas no contexto de um sistema de partido único na década de 1980, aceitando posteriormente a introdução da política multipartidária no início da década de 1990 sob forte pressão. Ele venceu a controversa eleição presidencial de 1992 com 40% do voto plural em votação única e foi reeleito por ampla margem em 1997, 2004, 2011 e 2018. Políticos da oposição e governos ocidentais alegaram irregularidades na votação e fraude em cada uma das eleições. Muitas fontes independentes forneceram evidências de que ele não ganhou as eleições em 1992 e que as eleições subsequentes sofreram fraude desenfreada.
Seu regime é apoiado pela França, uma das ex-potências coloniais de Camarões, que lhe fornece armas e treina suas forças militares. A França também é o principal investidor estrangeiro em Camarões, à frente dos Estados Unidos.

## Educação
Biya nasceu na aldeia de Mvomeka'a, perto de Sangmelima, na  província do Sul. Após os estudos secundários no Liceu Général Leclerc em Yaoundé, transfere-se para Paris, onde passa sucessivamente pelo Liceu Louis-le-Grand, pela Universidade da Sorbonne  pelo Institut d'Etudes Politiques de Paris, onde conclui a licenciatura em Direito Público em  1961, e pelo Institut des hautes études d'outre-mer, que formava quadros para a administração colonial francesa.

## Carreira política
Como oficial nos Camarões pós-independência dos anos 1960, Biya ganhou destaque sob o presidente Ahmadou Ahidjo. Depois de se tornar diretor do gabinete do ministro da educação nacional em janeiro de 1964 e secretário-geral do ministério da educação nacional em julho de 1965, foi nomeado diretor do gabinete civil do presidente em dezembro de 1967 e secretário-geral da presidência (permanecendo diretor do gabinete civil) em janeiro de 1968. Ele ganhou o posto de ministro em agosto de 1968 e o posto de ministro de Estado em junho de 1970, mantendo-se secretário-geral da presidência. Após a criação de um estado unitário em 1972, tornou-se primeiro-ministro dos Camarões em 30 de junho de 1975. Em junho de 1979, uma nova lei designou o primeiro-ministro como sucessor constitucional do presidente. Ahidjo anunciou inesperadamente sua renúncia em 4 de novembro de 1982, e Biya o sucedeu como presidente de Camarões em 6 de novembro.
Como Biya é um cristão da região sul de Camarões, foi considerado surpreendente que ele tenha sido escolhido por Ahidjo, um muçulmano do norte, como seu sucessor. Seu pai, que era catequista, queria que ele ingressasse no clero, mas aos 16 anos, enquanto estudava na escola católica, foi expulso. Depois que Biya se tornou presidente, Ahidjo inicialmente permaneceu como chefe da União Nacional dos Camarões (CNU). Biya foi trazido para o Comitê Central e Bureau Político do CNU e foi eleito vice-presidente do CNU. Em 11 de dezembro de 1982, ele foi encarregado de administrar os assuntos do partido na ausência de Ahidjo. Durante os primeiros meses após a sucessão de Biya, ele continuou a mostrar lealdade a Ahidjo, e Ahidjo continuou a mostrar apoio a Biya, mas em 1983 uma brecha profunda se desenvolveu entre os dois. Ahidjo foi para o exílio na França e de lá acusou Biya publicamente de abuso de poder e paranóia sobre conspirações contra ele. Depois que Ahidjo renunciou ao cargo de líder do CNU, Biya assumiu o comando do partido em uma "sessão extraordinária" do partido CNU realizada em 14 de setembro de 1983.
Em novembro de 1983, Biya anunciou que a próxima eleição presidencial seria realizada em 14 de janeiro de 1984; já havia sido marcada para 1985. Ele foi o único candidato nesta eleição e obteve 99,98% dos votos. Em fevereiro de 1984, Ahidjo foi levado a julgamento à revelia por suposto envolvimento em uma trama de golpe de 1983, junto com outros dois; eles foram condenados à morte, embora Biya tenha comutado suas sentenças para prisão perpétua. Biya sobreviveu a uma tentativa de golpe militar em 6 de abril de 1984, após sua decisão no dia anterior de desmantelar a Guarda Republicana e dispersar seus membros entre as forças armadas. As estimativas do número de mortos variaram de 71 (de acordo com o governo) a cerca de 1 000. Os muçulmanos do norte foram os principais participantes dessa tentativa de golpe, que foi vista por muitos como uma tentativa de restaurar a supremacia desse grupo; Biya, no entanto, optou por enfatizar a unidade nacional e não culpou os muçulmanos do norte. Acredita-se amplamente que Ahidjo tenha orquestrado a tentativa de golpe, e acredita-se que Biya tenha aprendido sobre a conspiração com antecedência e tenha dissolvido a Guarda Republicana em resposta, forçando os conspiradores a agir antes do planejado, o que pode foram um fator crucial para o fracasso do golpe.
Sob sua gestão, o país adotou um plano de ajuste estrutural apresentado pelo Fundo Monetário Internacional (FMI) e pelo Banco Mundial, que envolvia privatizações, abertura à concorrência e redução dos gastos sociais. Os salários dos funcionários públicos foram reduzidos em 60% e o setor informal aumentou de forma muito significativa.
Em 1985, o CNU foi transformado no Movimento Democrático Popular dos Camarões, em Bamenda e Biya foi eleito ilegalmente como seu presidente. Ele também foi reeleito como Presidente dos Camarões em 24 de abril de 1988.
Biya inicialmente deu alguns passos para abrir o regime, culminando com a decisão de legalizar os partidos da oposição em 1990. Segundo resultados oficiais, Biya venceu a primeira eleição presidencial multipartidária, realizada em 11 de outubro de 1992, com cerca de 40% dos votos. Não havia previsão de segundo turno; a oposição não conseguiu se unir em torno de um único candidato. O segundo colocado, John Fru Ndi, da oposição Frente Social Democrática (SDF), recebeu oficialmente cerca de 36%. Os resultados foram fortemente contestados pela oposição, que alegou fraude.
Nas eleições presidenciais de outubro de 1997, que foram boicotadas pelos principais partidos da oposição, Biya foi reeleito com 92,6% dos votos; ele foi empossado em 3 de novembro. Tem sido consistentemente reeleito como Presidente Nacional da RDPC; ele foi reeleito no segundo congresso extraordinário do partido em 7 de julho de 2001 e seu terceiro congresso extraordinário em 21 de julho de 2006. Biya ganhou outro mandato de sete anos nas eleições presidenciais de 11 de outubro de 2004, obtendo oficialmente 70,92 por cento dos votos, embora a oposição novamente alegasse fraude generalizada. Biya foi empossado em 3 de novembro.
Depois de ser reeleito em 2004, Biya foi impedido por um limite de dois mandatos na Constituição de 1996 de concorrer à presidência novamente em 2011, mas ele procurou revisar isso, para permitir que ele concorresse novamente. Em sua mensagem de Ano Novo de 2008, Biya expressou apoio à revisão da Constituição, dizendo que era antidemocrático limitar a escolha do povo. A proposta de remoção dos limites de mandato estava entre as queixas expressas durante protestos violentos no final de fevereiro de 2008. No entanto, em 10 de abril de 2008, a Assembleia Nacional votou para mudar a Constituição para remover os limites de mandato. Dado o controlo da Assembleia Nacional pela RDPC, a alteração foi aprovada por maioria esmagadora, com 157 votos a favor e cinco contra; os 15 deputados do SDF optaram por boicotar a votação em protesto. A mudança também previa que o presidente gozasse de imunidade de processo por suas ações como presidente após deixar o cargo.
Em 12 de junho de 2006, ele assinou o Acordo Greentree com o presidente nigeriano Olusegun Obasanjo, que formalmente pôs fim à disputa de fronteira da península de Bakassi. Em fevereiro de 2008, estouraram tumultos, exigindo preços mais baixos e a saída de Paul Biya da presidência. Os manifestantes foram severamente reprimidos com relatos de cem mortos e milhares de prisões.
Nas eleições presidenciais de outubro de 2011, Biya garantiu um sexto mandato, obtendo 77,9% dos votos expressos. John Fru Ndi foi seu rival mais próximo, com 10% de votos. Os oponentes de Biya alegaram fraude em larga escala na eleição e irregularidades processuais foram apontadas pelos governos francês e americano. Em seu discurso de vitória, Biya prometeu estimular o crescimento e criar empregos com um programa de obras públicas que "transformaria nosso país em um vasto canteiro de obras". Em 3 de novembro de 2011, ele foi empossado para mais um mandato como presidente.
Biya venceu a eleição presidencial de 2018 com 71,3% dos votos. A eleição foi marcada pela violência e baixo comparecimento dos eleitores. Em 2022, ele é o chefe de estado não real mais antigo, estando no poder desde 30 de junho de 1975.

## Controvérsias
Biya faz relativamente poucas aparições públicas e às vezes é caracterizado como indiferente. Desde o início dos anos 1990, ele enfrentou sua maior oposição da população anglófona dos antigos Camarões do Sul, na parte ocidental do país.
Embora Biya tenha feito alguns esforços para abrir o ambiente político, seu regime ainda mantém claras características autoritárias e tem resistido amplamente à tendência à democracia na África desde os anos 1990. De acordo com a constituição, Biya tem amplos poderes executivos e legislativos. Ele ainda tem autoridade considerável sobre o judiciário; os tribunais só podem revisar a constitucionalidade de uma lei a seu pedido. A RDPC continua a dominar a Assembleia Nacional, que pouco mais faz do que aprovar as suas políticas.
"Tyrants, the World's 20 Worst Living Dictators", de David Wallechinsky, classificou Biya junto com três outros líderes na África subsaariana: Robert Mugabe do Zimbábue, Teodoro Obiang Nguema Mbasogo da Guiné Equatorial e o rei Mswati da Suazilândia (agora Eswatini) . Ele descreve o processo eleitoral de Camarões nestes termos: "A cada poucos anos, Biya organiza uma eleição para justificar a continuação de seu reinado, mas essas eleições não têm credibilidade. Na verdade, Biya é creditado com uma inovação criativa no mundo das eleições falsas. Em 2004 , irritado com as críticas de grupos internacionais de monitoramento de votos, ele pagou por seu próprio grupo de observadores internacionais, seis ex-congressistas dos EUA, que certificaram sua eleição como livre e justa". Em uma entrevista de 2005, William Quantrill, um aposentado membro do Serviço Diplomático Britânico, argumentou que a relutância de Biya em delegar responsabilidades prejudicava seriamente a qualidade da governança, com decisões triviais muitas vezes adiadas até que ele as entregasse, e que havia muita interferência do governo na economia em geral.
Biya passa regularmente longos períodos de tempo na Suíça, no Hotel InterContinental Geneva, onde o ex-diretor Herbert Schott disse que vem trabalhar sem ser incomodado. Essas estadias prolongadas longe de Camarões - embora às vezes tão curtas quanto duas semanas e às vezes até três meses - são quase sempre referidas como "estadias curtas" na imprensa estatal e outros meios de comunicação. Em fevereiro de 2008, ele aprovou um projeto de lei que permite um mandato adicional como presidente, o que foi seguido por distúrbios civis em todo o país. Os principais tumultos violentos ocorreram na parte ocidental do país de língua inglesa, começando com uma "greve" iniciada por motoristas de táxi em Douala, supostamente causando mais de 200 vítimas no final. Em 2009, suas férias na França supostamente custaram US$ 40.000 por dia gasto em 43 quartos de hotel.
Em 2009, Biya ficou em 19º lugar na lista dos 20 melhores da revista Parade dos "Piores Ditadores do Mundo".
Em novembro de 2010, Bertrand Teyou publicou um livro intitulado La belle de la république bananière: Chantal Biya, de la rue au palais (Inglês: "A beleza da república das bananas: Chantal Biya, das ruas ao palácio"), traçando Chantal A ascensão de Biya de origens humildes para se tornar a primeira-dama de Paul Biya. Posteriormente, ele foi condenado a dois anos de prisão sob a acusação de "insulto ao caráter" e organização de uma "manifestação ilegal" por tentar realizar uma leitura pública. A Anistia Internacional e o Comitê Internacional de Escritores na Prisão do PEN protestaram contra sua prisão e emitiram apelos em seu nome; A Anistia Internacional também o nomeou prisioneiro de consciência. Ele foi libertado em 2 de maio de 2011, quando o capítulo londrino do International PEN concordou em pagar sua multa para que ele pudesse procurar tratamento para o agravamento de seu estado de saúde.
Em fevereiro de 2014, o cidadão francês Michel Thierry Atangana foi libertado de uma prisão improvisada em Yaoundé onde, sob as ordens de Biya, havia sido detido arbitrariamente por 17 anos sob falsas acusações de peculato por causa de suposta proximidade com o candidato presidencial Titus Edzoa. Considerado preso político e prisioneiro de consciência pelo Departamento de Estado dos Estados Unidos, Anistia Internacional, Freedom House e Grupo de Trabalho da ONU sobre Detenção Arbitrária desde 2005, Michel foi libertado por decreto pessoal de Biya, mas as demandas tripartidas do Grupo de Trabalho permanecem não cumprido.
Em 2016, camaroneses na capital do país, Yaoundé, criticaram a reação de Biya ao pior acidente de trem do país, no qual 79 pessoas morreram. Os críticos incluíam funcionários do governo que permaneceram anônimos, temendo uma reação negativa. Os protestos anglófonos no final de 2016 foram liderados por advogados de língua inglesa em protesto contra o uso do francês nos tribunais camaroneses, o que levou a confrontos violentos com a polícia. A líder do partido de oposição, Edna Njilin, do Partido do Povo de Camarões, manifestou-se contra o uso forçado do francês na sala de aula. Em janeiro de 2017, o governo ordenou a suspensão dos serviços de Internet nas províncias do Noroeste e do Sudoeste. As críticas à suspensão e o aumento da oposição levaram à retomada dos serviços no final de abril.
Em junho de 2017, protestos nas províncias e cidades de língua inglesa de Camarões levaram a polícia a responder com força, com 4 manifestantes mortos e mais de 100 presos. Críticas internacionais foram feitas aos Estados Unidos por sua falta de resposta à crescente crise camaronesa.
Em abril de 2017, um jornalista camaronês que trabalhava para a Radio France Internationale, Ahmed Abba, foi condenado a 10 anos de prisão por um tribunal militar por não relatar atos de terrorismo. O julgamento foi severamente criticado por grupos de direitos humanos, incluindo a Anistia Internacional.
Em 7 de novembro de 2018, outra jornalista camaronesa, Mimi Mefo, foi presa após relatar nas redes sociais que os militares camaroneses estavam por trás do assassinato de um missionário americano no país, Charles Trumann, em outubro daquele ano. Mefo foi acusada de "publicar e propagar informações que infringem a integridade territorial da República dos Camarões", mas foi libertada e as acusações retiradas em 12 de novembro, depois que sua prisão foi condenada por grupos de mídia locais e internacionais.

### Anglofonia
Durante 2016 e 2017, sob o governo de Paul Biya, protestos em grande escala eclodiram entre camaroneses anglófonos na área dos antigos Camarões do Sul britânicos. Os manifestantes reclamaram que as regiões anglófonas em Camarões (região noroeste e região sudoeste) foram negligenciadas pelo governo de Biya e excluídas do poder. Durante esse tempo, os separatistas anglófonos afirmam que as forças do governo assassinaram manifestantes em massa e cometeram crimes contra a humanidade, incluindo genocídio.
Eventualmente, os separatistas declararam independência em outubro de 2017 sob o nome de Ambazônia. Numerosos civis e ativistas acusaram as forças do governo de Biya de queimar aldeias, estuprar mulheres, matar civis extrajudicialmente e atos de genocídio. Uma petição às Nações Unidas forneceu detalhes sobre o estupro policial de estudantes em uma universidade.
Um relatório de junho de 2018 da BBC News descobriu um padrão generalizado de aldeias em toda a região sudoeste sendo queimadas, incluindo um vídeo de homens usando equipamentos BIR (Bataillon d'Intervention Rapide) emitidos pelo governo. O BIR é um corpo de força especial que se reporta diretamente ao presidente Biya. O relatório também inclui um vídeo de um homem sendo torturado por homens que parecem ser gendarmes camaroneses. O Ministro das Comunicações de Biya, Issa Tchiroma, respondeu afirmando que qualquer um pode usar equipamentos do governo para cometer ataques de bandeira falsa, e disse que o governo de Biya iria investigar.
Fontes individuais testemunham que todos os enviados para combater a milícia secessionista falam francês, ampliando assim a divisão linguística entre os residentes locais.
Em 14 de novembro de 2019, o presidente de Camarões, Paul Biya, admitiu em um fórum de Paris que tentou assimilar os ex-Camarões do Sul britânicos no sistema francófono majoritário, anteriormente Estado de Camarões Oriental, mas falhou, devido a diferenças de identidade, portanto desencadeando a Guerra de Independência da Ambazônia em 2017.

## Vida pessoal
Da etnia "Fang-Beti-Boulou", Paul Barthélemy Biya'a Bi Mvondo nasceu numa aldeia do Sul, em plena floresta equatorial, uma zona sob controle francês, sendo os Camarões um "território sob mandato da Sociedade das Nações". É filho de Anastasia Eyenga Ellé e de Étienne Mvondo Assam, um catequista que via nele um futuro sacerdote e orientador da Escola Católica de Nden.
Em 1961, casou-se com Jeanne-Irène Biya (m. 1992), com quem não teve filhos, contudo ela adotou Franck Emmanuel Biya, nascido de um relacionamento anterior de Paul com outra mulher. Paul Biya casa novamente em 1994, dessa vez com Chantal Pulcherie Vigouroux, 36 anos mais nova, adotando os dois filhos dela, provenientes de uma relação anterior. Deste casamento nasceram Paul Junior Biya e Anasthasia Brenda Eyenga. Ele é católico praticante.